# پال لوپیج
پال ریچارد لوپیج (به انگلیسی: Paul Richard LePage) (متولد ۹ اکتبر ۱۹۴۸) تاجر و سیاست‌مدار عضو حزب جمهوری‌خواه ایالات متحده آمریکا و فرماندار ایالت مین است که در تاریخ ۵ ژانویه ۲۰۱۱ به عنوان فرماندار انتخاب شد و تا ۲ ژانویه ۲۰۱۹ این سمت را برعهده داشت. او در نوامبر سال ۲۰۱۴ مجدداً به این سمت برگزیدده شد و تا سال ۲۰۱۹ در این سمت باقی خواهد ماند. وی بین سال‌های ۲۰۰۳ تا ۲۰۱۱ شهردار شهر واترویل در ایالت مین و پیش از آن نیز عضو شورای شهر واترویل بود.
لوپیج بزرگترین پسر از میان هیجده فرزند ترزا و جرارد لوپیج که هر دو تبار فرانسوی-کانادایی داشتند بود. او در خانواده‌ای فرانسوی زبان و با پدری تعدی گر و کارگر آسیاب پرورش یافت. پدرش الکل می‌نوشید و بچه‌ها را می‌ترساند. مادرش می‌ترسید جلوی او را بگیرد. در سن یازده سالگی پس از کتک خوردن از پدرش که منجر به شکسته شدن بینی اش شد، از خانه فرار کرد و در خیابان‌های لوییستن پناه گرفت. پس از این که دو سال را بی خانمان سپری کرد، با واکس زدن، ظرف شستن در کافه‌ها و حمل جعبه از کامیون‌ها به گذران زندگی پرداخت. مدتی نیز در کارخانه، به عنوان آشپز و بارتندر به کار پرداخت. او سپس به کالج هیوسن در بنگر درخواست فرستاد ولی به دلیل نمرهٔ پایین در آزمون انگلیسی که زبان دومش بود، مردود شد. سپس آزمون فرانسوی داد، پذیرفته شد و در کالج انگلیسی خود را تقویت کرد. او لیسانس خود را در زمینه فایننس و حسابداری و ام بی ای خود را از دانشگاه مین دریافت کرد.